# Здание Кожсиндиката
Здание Кожсиндиката в Москве (или Дом КожCиндиката) — здание в стиле конструктивизма, расположенное по адресу Чистопрудный бульвар, 12А, строение 1 в Басманном районе Москвы.

## Описание
Здание имеет симметричную композицию, выходит на линию бульвара двумя узкими корпусами. Ритм фасада определяется выведенным на него железобетонным каркасом. Окна различаются по размеру в зависимости от прежнего функционального назначения помещений: поначалу первые 3 этажа занимали административные органы «Кожсиндиката», верхние 3 — квартиры для служащих.
Здание Кожсиндиката примечательно тем, что является одной из немногих воплощённых авангардистских построек ВХУТЕМАСа: большинство студентов мастерских выпустились уже после того, как авангард перестал быть господствующим стилем в советской архитектуре.

## История
Здание было построено на месте «Бородинской панорамы», открытой в 1912 году в специально построенном архитектором П. А. Воронцовым-Вельяминовым павильоне на Чистых прудах в Москве.
Строительство шло в 1925—1927 годах, дом был создан для нужд Всесоюзного кожевенного синдиката по проекту студента ВХУТЕМАСа А. П. Голубева и инженера Е. Израиловича при участии специалистов треста «Госстрой». Проект был 6-этажным.

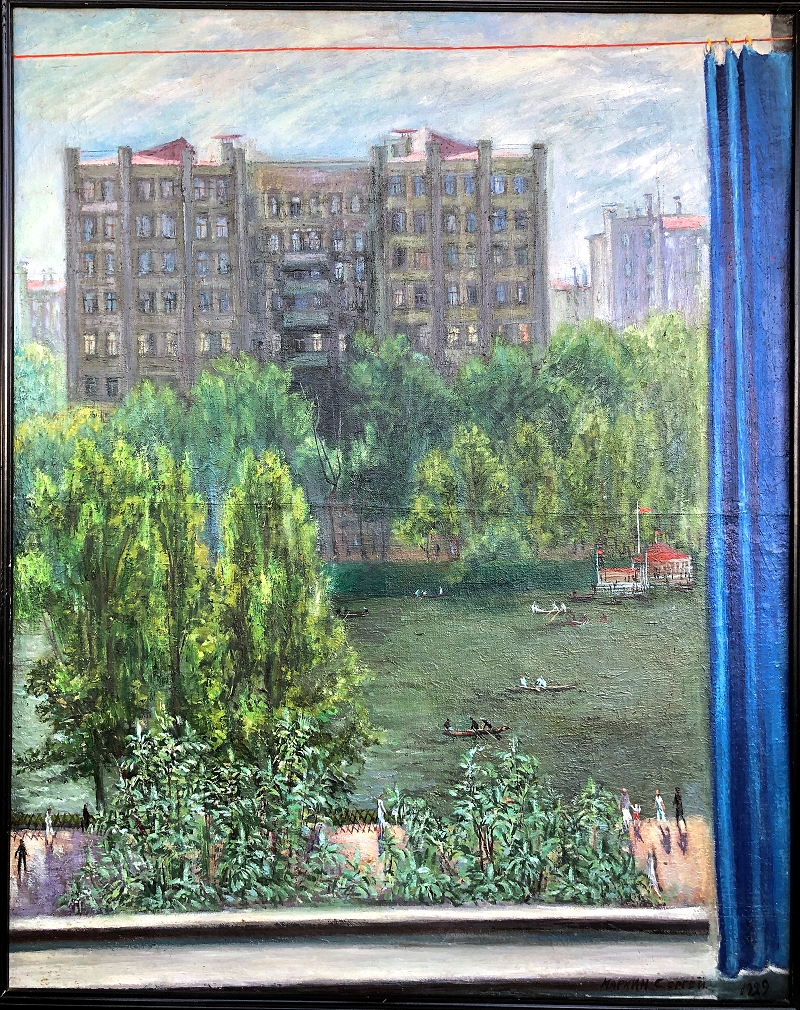
Здание в 1929 году,
художник С. И. Маркин

Здание занимали административные помещения «Кожсиндиката» и квартиры сотрудников, позднее — Народный комиссариат легкой промышленности, Министерство хлебопродуктов и Министерство заготовок СССР.
В 1989 году в нижнем этаже были открыты Всесоюзный центр кино и телевидения для детей и юношества имени актёра и режиссёра Ролана Быкова и кинотеатр «Ролан».
В современный период в здании разместилась Федеральная миграционная служба.
В 1948 году здание было надстроено 7-м этажом. Хотя на картине 1929 года уже показано 7 этажей.
В декабре 2008 года здание было принято под охрану как выявленный объект культурного наследия регионального значения.

## В искусстве
В 1929 году злание было впервые изображено художником Сергеем Маркиным на картине «Окно на Чистые пруды».
В 1939 году дом снимали в фильме «Подкидыш» (Мосфильм).